# (34649) 2000 WB103
2000 دابليو بي 103 (ويعرف أيضًا باسم (34649) 2000 دابليو بي 103 وفق تسمية الكوكب الصغير) (بالإنجليزية: 2000 WB103)‏ هو كويكب ضمن حزام الكويكبات؛ وترتيبه 34649 من حيث الاكتشاف.
اكتُشف هذا الجُرم الفلكي بواسطة بحث لنكولن عن الكويكبات القريبة من الأرض في 26 نوفمبر 2000.

## وصلات خارجية
- (34649) 2000 WB103 في قاعدة بيانات مختبر الدفع النفاث لأجرام النظام الشمسي الصغيرة

- الاكتشاف · مخطط المدار ·  العناصر المدارية · المعلمات المادية

- (34649) 2000 WB103 على موقع ويكي سكاي: DSS2, SDSS, GALEX, IRAS, Hydrogen α, X-Ray, Astrophoto, Sky Map, Articles and images